# Tabanus mianjangalensis
Tabanus mianjangalensis är en tvåvingeart som beskrevs av Jezek 1981. Tabanus mianjangalensis ingår i släktet Tabanus och familjen bromsar.
Artens utbredningsområde är Iran. Inga underarter finns listade i Catalogue of Life.